# مینگ فریمن
مینگ فریمن (انگلیسی: Ming Freeman) نوازنده کیبورد و پیانو، موسیقی‌دان، آهنگساز و تهیه‌کننده موسیقی اهل تایوان است.
وی در تورهای آهنگسازان و خوانندگانی همچون جونی میچل، یانی، رانی لاوز، چوک نگرون، جفری آزبرن، پائولا عبدل، شینا ایستون, گلادیس نایت، جین کارن و مایکل هندرسون حضور داشته‌است.